# Deutsche Gesellschaft zu Greifswald
Die Königlich Deutsche Gesellschaft zu Greifswald war eine Sprach- und Gelehrtengesellschaft des 18. Jahrhunderts in Schwedisch-Pommern. Sie war die erste wissenschaftliche Sozietät in Pommern und zugleich die am längsten bestehende.  Ziele der Gesellschaft waren die Förderung der Wissenschaften im Sinne der Aufklärung und der deutschen Sprache. Vorbild waren die älteren Deutschen Gesellschaften in Leipzig (1727) und Jena (1728).

## Geschichte
In den 1730er Jahren kam es an der Universität Greifswald wiederholt zu Streitigkeiten zwischen schwedischen und deutschen Akademikern um die Besetzung der Lehrstühle. Die Greifswalder Gelehrten orientierten sich vor allem an der geistigen und wissenschaftlichen Entwicklung im mitteldeutschen Raum, wo man auch Kandidaten für die Professuren gewinnen wollte. Professoren wie Christian Nettelbladt, die einen engeren Anschluss Schwedisch-Pommerns an Schweden forderten, standen die stärker auf Pommern und Deutschland orientierten Kräfte gegenüber. Augustin Balthasar, Professor der Rechte, war eine der Hauptpersonen in diesen Auseinandersetzungen. Mit einer Deutschen Gesellschaft konnte er seine Position stärken und zugleich den Anspruch der Greifswalder Hochschule als Universität deutscher Nationalität unterstützen.
Am 2. September 1739 fand im Hause Balthasars die konstituierende Sitzung statt, bei der er die Eröffnungsrede hielt. Am 7. November 1739 traten die ersten zehn Mitglieder ein.  Am 18. August 1740 erfolgte die Bestätigung durch den schwedischen König Friedrich, der die Veröffentlichungen der Gesellschaft von der Pflicht zur „Beurteilung und Genehmhaltung“ entband.  Erster Präsident, eigentlich Ehrenvorsitzender, war der 15-jährige Malte Friedrich, Graf zu Putbus. Als Vertreter des ersten Standes sollte er der jungen Gesellschaft zu mehr Ansehen verhelfen. Zum Ende des folgenden Jahres hatte die Gesellschaft 24 Mitglieder. Die Gesamtzahl der Mitglieder soll rund 150 betragen haben. Neben Greifswalder Professoren und hohen Beamten Schwedisch-Pommerns waren auch angesehene Personen aus anderen deutschsprachigen Ländern Mitglied der Gesellschaft.
Das Vorbild der Leipziger und Jenaer Deutschen Gesellschaften spiegelte sich in der Satzung der Greifswalder Gesellschaft wider, deren Ziele, Strukturen und Arbeitsweisen sich weitgehend glichen. Nach der Satzung waren wöchentliche Treffen der Gesellschaft vorgesehen, bei denen Reden, Gedichte oder andere Arbeiten vorgelesen werden sollten, die von den Mitgliedern bewertet wurden. Auf Anregung von Johann Carl Dähnert, der 1743 Sekretär und später Vorsteher der Gesellschaft wurde, wurden diese Arbeiten von 1741 bis 1746 in den Kritischen Versuchen zur Aufnahme der deutschen Sprache publiziert. In ihren Publikationen nahm die Deutsche Gesellschaft zu Greifswald an den zu dieser Zeit bedeutenden wissenschaftlichen Auseinandersetzungen teil. Dazu gehörte der Zürcher Literaturstreit zwischen Johann Christoph Gottscheds mit den Schweizern Johann Jakob Bodmer und Johann Jakob Breitinger, in dem die Greifswalder Autoren den Standpunkt der Schweizer stützten.
Nach der Einstellung der Kritischen Versuche gingen auch die allgemeinen Aktivitäten der Gesellschaft zurück. Der Entwicklung bei anderen Gesellschaften folgend, suchte man die Gesellschaft zu erneuern, indem man sie, über ihre Beschäftigung mit deutscher Sprache und Literatur hinaus, für ein breiteres wissenschaftliches Feld öffnete. Als ergänzende Monatsschrift gab Dähnert von 1750 bis 1756 die Pommersche Bibliothek heraus.
Um 1757 kam es zur Auflösung der Gesellschaft. Während des Siebenjährigen Krieges fanden keine Aktivitäten statt. Dähnert versuchte 1763, ohne Augustin von Balthasar, der als Tribunalsvizepräsident nach Wismar gegangen war, erfolglos die Wiedereinrichtung der Deutschen Gesellschaft.
Das Archiv der Gesellschaft ist verlorengegangen. Die Bibliothek der Gesellschaft wurde bereits zu Anfang der 1750er Jahre der Universitätsbibliothek Greifswald übertragen.

## Bekannte Mitglieder
- Augustin von Balthasar (1701–1786), Jurist
- Peter Ahlwardt (1710–1791), Theologe und Philosoph
- Anna Christina Ehrenfried von Balthasar (1737–1808), Baccalaurea der Künste und der Philosophie, Tochter von Augustin von Balthasar
- Jakob Heinrich von Balthasar (1690–1763), Theologe, Generalsuperintendent von Schwedisch-Pommern
- Johann Carl Dähnert (1719–1785), Bibliothekar, Rechtswissenschaftler, Sprachforscher und Historiker
- Friderike Elisabeth von Grabow (1705–1779), Dichterin und Erzieherin, aufgenommen 1753
- Ehrenreich Christoph Koch (1714–1786), deutscher lutherischer Theologe, Sekretär der Gesellschaft von 1740 bis 1744
- Hermann Jacob Lasius (1715–1803), Altphilologe und Pädagoge, Rektor der Stadtschule in Greifswald
- Adolf Friedrich von Olthof (1718–1793), Regierungsrat in Schwedisch-Pommern
- Georg Wilhelm Overkamp (1707–1790), Orientalist
- Malte Friedrich von Putbus (1725–1787), Student, später Hofgerichtspräsident
- Moritz Ulrich I. (1699–1769), Präsident des Wismarer Tribunals
- Christian Stephan Scheffel (1693–1760), Mediziner, Botaniker
- Johann Joachim Spalding (1714–1804), protestantischer Theologe

## Auswärtige Mitglieder
- Johann Heinrich Samuel Formey (1711–1797), Theologe, Philosoph und Historiker in Berlin
- Albrecht von Haller (1708–1777), Schweizer Mediziner, Botaniker und Wissenschaftspublizist
- Georg Friedrich Meier (1718–1777), deutscher Philosoph
- Jacques de Perard (1713–1766), Hofprediger in Stettin